# Animal channel
Animal Channel es una película española dirigida por Maite Ruiz de Austri.

## Sinopsis
La cigüeña Cathy y el ratón Nicolás se ganan la vida trabajando en un cine, pero cuando se ven obligados a cerrarlo, tienen que buscar otra ocupación. Con la ayuda de la imaginación que les caracteriza, se arman de valor y se convierten en reporteros de un nuevo canal de televisión dirigido por Papá Ratón. A pesar de las ganas que le ponen, son conscientes de que para triunfar hay que tener un gran programa que enganche a la audiencia. Y Cathy y Nicolás están dispuestos a lanzarse al estrellato.

## Producción
Es una coproducción entre el País Vasco y Extremadura. La animación se ha creado a través de la tecnología flash, lo que, además de economizar recursos, ha permitido obtener un resultado visual muy atrayente para el público infantil. Debido a su bajo presupuesto (1,3 millones de euros), su objetivo nunca ha sido competir con otras producciones del género, sino transmitir a los niños valores tan importantes como la amistad o la capacidad de superación

## Premios
XXIV edición de los Premios Goya
| Categoría                   | Persona                     | Resultado |
| --------------------------- | --------------------------- | --------- |
| Mejor película de animación | Mejor película de animación | Nominada  |

## Secuela
La película gozó de una segunda parte llamada El tesoro del rey Midas.